# Pachnobia lorezi
Pachnobia lorezi là một loài bướm đêm trong họ Noctuidae.